# Fovismo

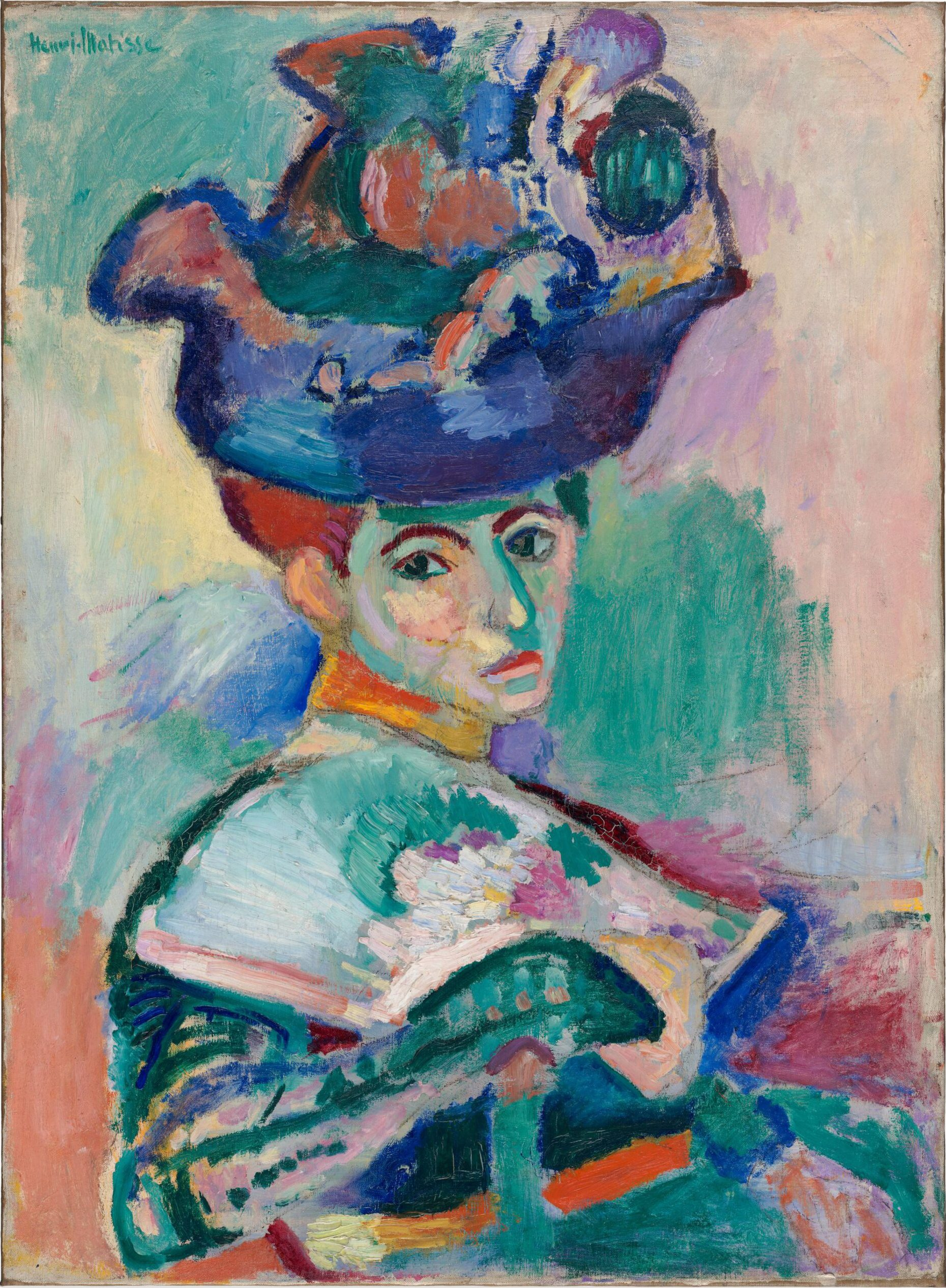
Henri Matisse, Mujer con sombrero, Museo de Arte Moderno de San Francisco, 1905

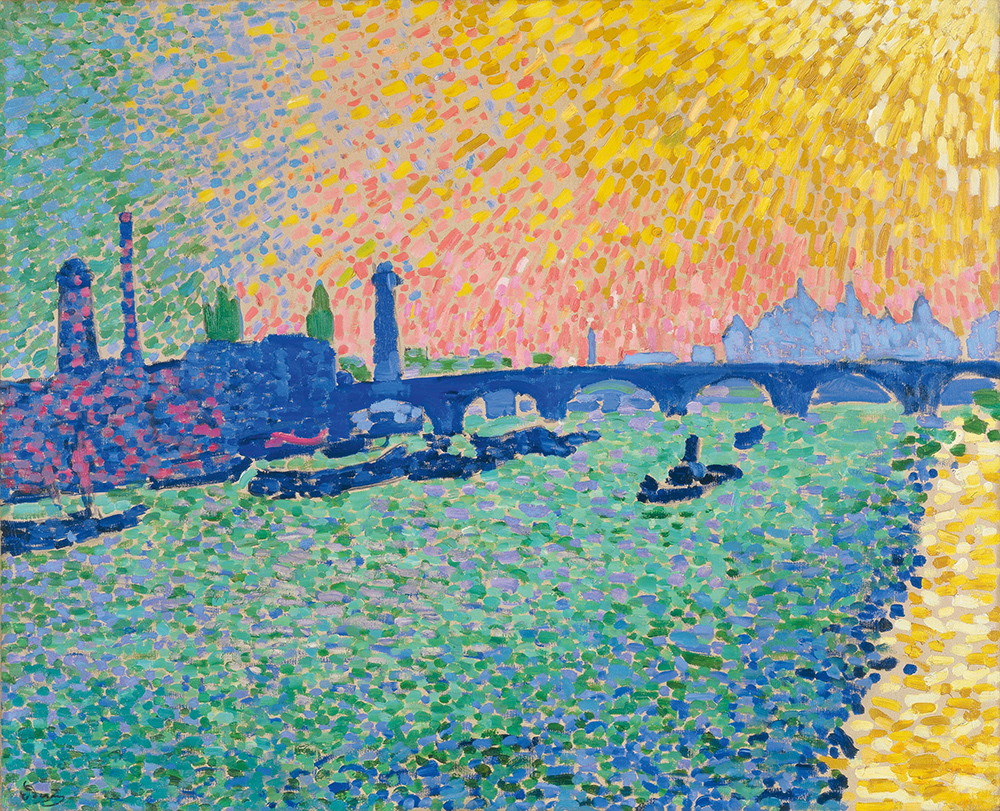
André Derain,El puente de Waterloo, 1906, Museo Thyssen-Bornemisza

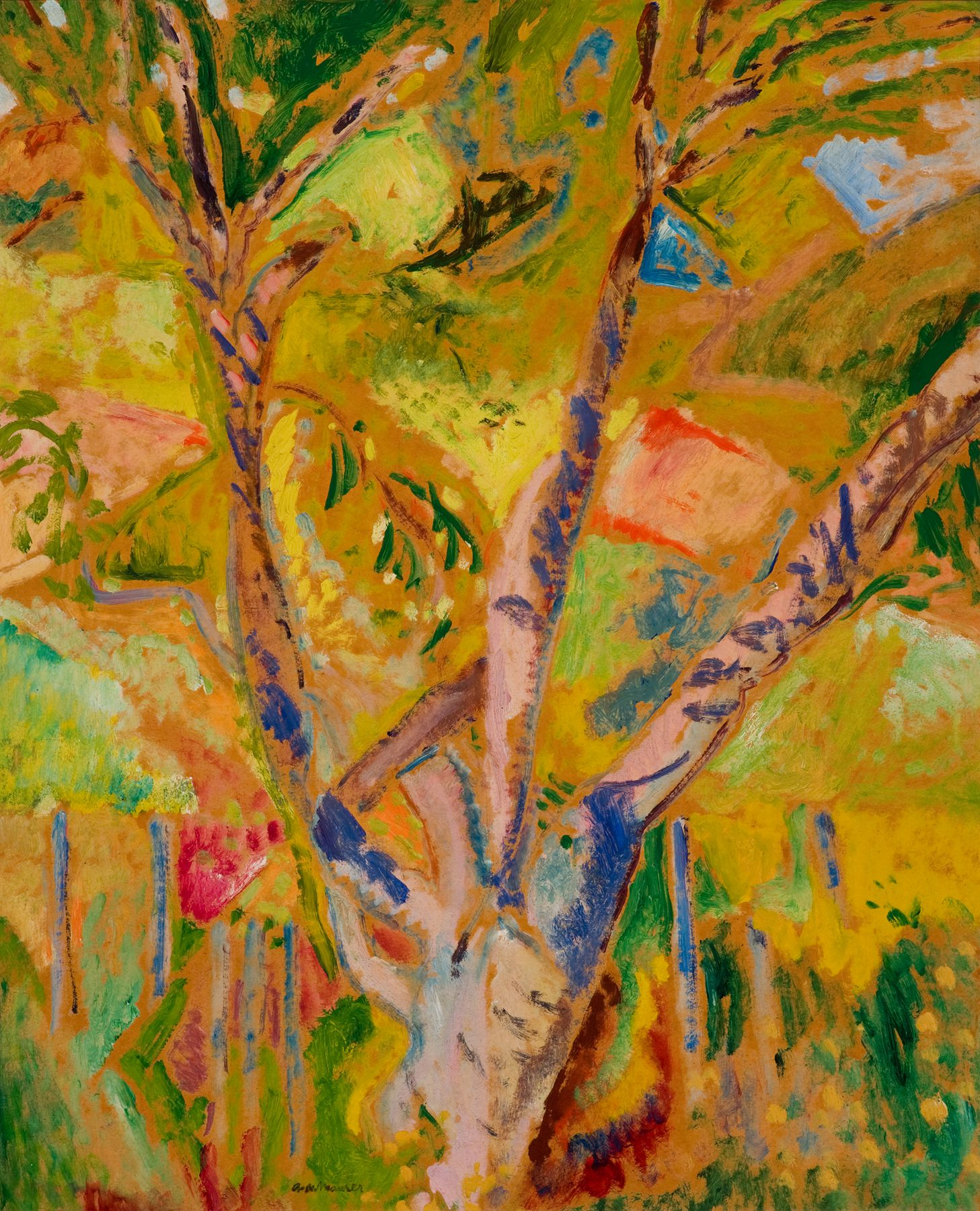
Paisaje: Provinza por Alfred Henry Maurer, c. 1912.

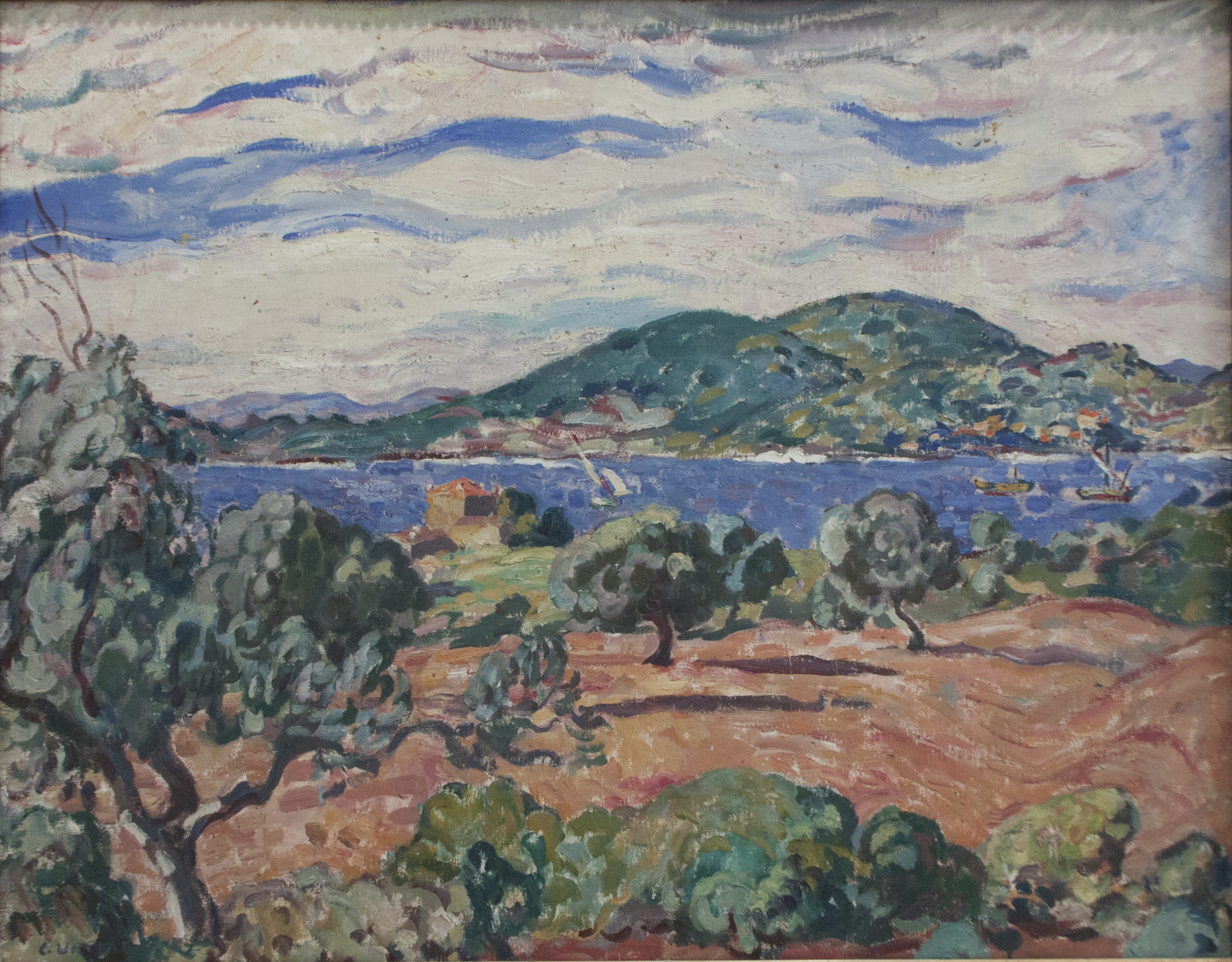
Louis Valtat. Bahía de Anthéor, circa 1906-1907; óleo sobre tela, dentro del periodo fauvista.

El fovismo, también conocido como fauvismo (del francés fauvisme; de fauve, «fiera»;  e -ismo, «movimiento», «tendencia» o «carácter»), fue un movimiento pictórico originado en Francia, alrededor de 1904 a 1908. Luego se expandió a otros países, en años posteriores. Generalmente es caracterizado por un empleo provocativo del color. Su nombre procede de la expresión les fauves («las fieras»), dado por el crítico de arte Louis Vauxcelles al conjunto de obras presentadas en la Sala VII de la tercera exposición del Salón de Otoño, en el Gran Palacio de París, en 1905.  Lo usó por primera vez en su crítica de arte publicada en el periódico Gil Blas, el 17 de octubre de 1905, en un artículo dedicado al salón artístico.
Fue un movimiento sincrético donde se usaban e incluían características de movimientos artísticos próximos, en su espíritu de transformación de volver a la pureza de los recursos,[cita requerida] de no ser sumisos ante la herencia pictórica, el grupo quería ir más allá de lo logrado en la pintura, razón por la cual fueron vanguardistas.[cita requerida]
Con distinción y separación, algunos consideran como el precursor o el líder de este movimiento a Henri Matisse. Por otra parte, Guillaume Apollinaire le atribuye la invención del fauvismo a Henri Matisse y André Derain.Otra posición afirma la existencia de «un triángulo esencial del fauvismo» compuesto por Matisse, Derain y Maurice de Vlaminck, y que, al debilitarse esa unión, se desvaneció progresivamente el movimiento. Otro enfoque menciona a tres artistas como creadores del fauvismo.

## Origen del nombre
Hay dos versiones sobre el origen del calificativo hacia el grupo de artistas y sus obras:
El primero de estos supuestos proviene de la mención les fauves ‘las fieras’ al conjunto de obras expuestas en la sala número VII durante la celebración del Salón de Otoño de 1905, donde se presentaron numerosas obras y aparecieron problemas a la hora de clasificar y hacer una categorización de algunas de ellas con nociones de arte ya establecidas o aceptadas. Fue algo parecido a lo que pasó en su momento con los impresionistas cuando una serie de pinturas fueron calificadas de «incoherentes», y sus autores, excluidos del salón por expresarse de un modo intenso y diferente. Las palabras les fauves fueron parte de una crítica de arte publicada en el periódico Gil Blas, el 17 de octubre de 1905, por Louis Vauxcelles, sobre las obras presentadas en la sala VII:
- Au centre de la salle, un torse d’enfant, et un petit buste en marbre, d’Albert Marque, qui modèle avec un science délicate. La candeur de ces bustes surprend, au milieu del’orgie des tons purs: Donatello chez les fauves...[14] (En el centro de la sala, un torso de niño y un pequeño busto en mármol de Albert Marque, que modela primorosamente. El candor de esos bustos sorprende en medio de la orgía de tonos puros: Donatello entre las fieras...).

La mención a Donatello se debe a que en la misma sala había una escultura de corte renacentista del escultor Albert Marque (no confundir con el pintor Albert Marquet). El artista había presentado dos esculturas: un torso de un niño en bronce y un retrato de Marthe Lebasque, un busto de mármol. Con una sensibilidad que recuerda el estilo italiano, menciona Matisse en otro relato, sobre el busto infantil. Este cuenta que en el momento de entrada del crítico de arte Louis Vauxelles a la sala, él exclamó: "iVaya, Donatello entre las fieras!" ["Donatello au milieu des Fauves"] . Después de esto, los autores de las obras dieron importancia, a la frase:"Donatello chez les fauves..." (en español, Donatello entre fieras...) publicada al final del apartado de la crítica, para la Sala VII en el periódico Gil Blas o el relato mencionado por Matisse sobre lo sucedido. El grupo terminó adoptando el distintivo, como etiqueta a sus obras y su colectivo. John Elderfield menciona estas dos afirmaciones: la publicación en el periódico y la anécdota dicha por Matisse sobre la frase. Este origen se toma como cierto desde muchos años en la historia del arte.
El segundo de estos supuestos, el más reciente, es donde Roberta Smith, crítica de arte contemporáneo, la cual escribe actualmente en The New York Times, hace una relación del artista Henri Rousseau con su obra León hambriento atacando a un antílope, esta obra fue expuesta en el Salón de Otoño de 1905 con el grupo de artistas que posteriormente fueron llamados fauvistas. Ella aclara que Rousseau  nunca se le ha considerado como fauvista, ni ella lo hace. Sin embargo la temática de violencia o la violencia en la selva o la violencia salvaje del cuadro, pudo haber influido en la elección del calificativo para el grupo y las obras de pintores jóvenes del movimiento. Esta afirmación surge en la exposición Henri Rousseau: Selvas en París donde también se hace la misma afirmación. Esta exhibición fue realizada del 16 de julio al 15 de octubre de 2006 en la Galería Nacional de Arte de Washington D. C. (en colaboración con la Tate Modern o el Museo Nacional Británico de Arte Moderno, la Unión de Museos Nacionales de Francia o Réunion des Musées Nationaux (RMN) y el Museo de Orsay. Los curadores de la exposición fueron Frances Morris del Tate Modern, Christopher Green del Courtauld Institute of Art y Claire Frèches-Thory, curador principal del Museo de Orsay.

## Contexto

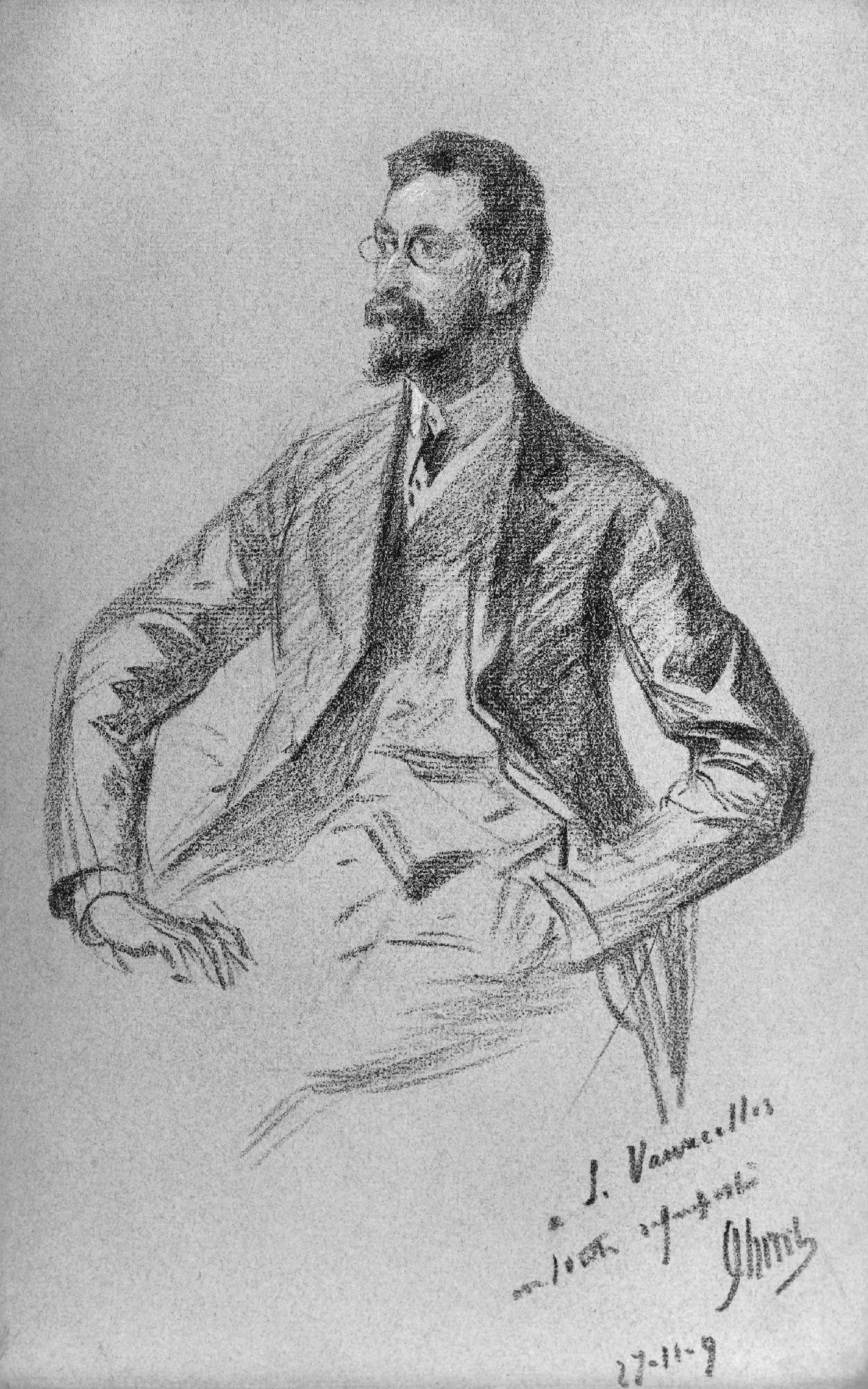
Louis Vauxcelles por Jules Chéret (1836-1932). Carbón sobre papel azul. 35,5 x 22 cm. Fecha: 27.11.1909

El ambiente del París de las vanguardias, donde surgió el fauvismo, lo constituyen muchos elementos variados, y sería una tarea inacabable mencionarlos todos, pero se pueden indicar algunos, para ilustrar: la renovación de la ciudad en la segunda mitad del siglo XIX por Georges-Eugène, el Barón Haussmann y su plan urbanístico, nuevas formas de construcción (por ejemplo de hormigón), el avance de dominio del modernismo es el estilo arquitectónico, la construcción con hierro, teniendo la Torre Eiffel como metáfora de construcción moderna. La introducción de la electricidad a la ciudad permitió la apertura del tren metropolitano en 1900 y una mayor movilidad de los pobladores. Las Exposiciones Universales de inicios y antes del siglo XX. Otros procesos tecnológicos en la última década del siglo XIX: el automóvil, el motor diésel, cinematógrafo, el primer cable submarino telefónico entre Francia e Inglaterra, la telegrafía sin cables, el alumbrado eléctrico. etc. Espectáculos masivos, el Tour de Francia en automovilismo y ciclismo. Los avances de la ciencia, con la teoría de la relatividad y radiactividad. La influencia del psicoanálisis con los tres ensayos sobre la sexualidad de Freud. Una relación muy activa, en varios ámbitos del arte, tanto de artistas franceses y residentes extranjeros. La actividad de varios marchantes.
En 1905, el Salón de Otoño, realizó una exposición de pinturas, esculturas, dibujos, grabados, arquitectura y artes decorativas. En el catálogo de la exposición artística, no se indicó el número de salas en que estaba compuesto el salón, los nombres de los artistas con las obras expuestas fueron ordenados alfabéticamente, en total fueron 1636 obras de 577 artistas.   La crítica de arte dedicada al salón artístico de ese año, por Louis Vauxcelles menciona 18 salas, Además se debe tomar en cuenta por otra parte que “solo tres de los seis artistas que agrupaba L'lllustration estaban representados en la famosa Salle VII: Matisse, Derain y Manguin. Con ellos estaban Marquet, Camoin, Vlaminck y algunos otros; Puy estaba en la Salle III con los nabis, mayores que él, Vuillard y Bonnard entre ellos; Rouault estaba en la Salle XVI con algunos realistas de influencia cezaniana, como los clasificó Vauxcelles, que apuntaba el contraste entre su obra y la de Rouault. Valtat estaba en la Salle XV, con los entonces desconocidos Jawlensky y Kandinsky".
Hay que tomar en cuenta que usó colores brillantes, estuvo en muchos artistas fuera del fauvismo, en el París hacia 1900, el uso del color intenso, lejos de ser un fenómeno exclusivo de los inicios de este movimiento, fue una de las características principales de la vanguardia en la pintura, durante esa época. La obra temprana de los fauves debe estudiarse en este contexto más amplio. El uso de colores intensos por sí mismo, no es característica única para clasificarlo dentro del movimiento fauvista, por otra parte.
En 1904 Henri Matisse estaba trabajando en la pintura Lujo, calma y voluptuosidad la cual expuso en el Salón de los Independientes en 1905, esta obra es considerada como una síntesis del posimpresionismo que fue resultado de un esfuerzo de una búsqueda personal y se convirtió virtualmente en un manifiesto de lo que sería el fauvismo poco después. La utilización subjetiva del color y la simplificación del dibujo empleados por Matisse sorprendieron a todos cuando fue expuesto por primera vez, mientras que su desinterés por el acabado y sus colores chillones le granjearon el desprecio de la crítica cuando expuso sus paisajes, pintados en Colliure, en el Salón de Otoño de 1905. Allí también se expuso el Retrato de la Señora Matisse o La Raie Verte (La línea verde) donde se interpretó por críticos como una caricatura a la feminidad y una excentricidad en la pintura de retrato.
El repudio o la importancia de la crítica convirtió al fovismo en el grupo de vanguardia en París de ese entonces, poco después Maurice de Vlaminck se unió al fovismo de Henri Matisse y André Derain. Como movimiento expresionista,[cita requerida] apareció cronológicamente a la vez que el Expresionismo alemán,[cita requerida] con una propuesta de protesta contraria al Positivismo, al Naturalismo y al Impresionismo.[cita requerida]

El grupo de artistas de este movimiento no poseían un manifiesto. No se puede hablar de un estilo fauvista, sino cada artista manifestaba un acercamiento en particular dentro del fauvismo, de libre expresión, libertad de moralidad y autonomía de enseñanza-aprendizajepor ejemplo.

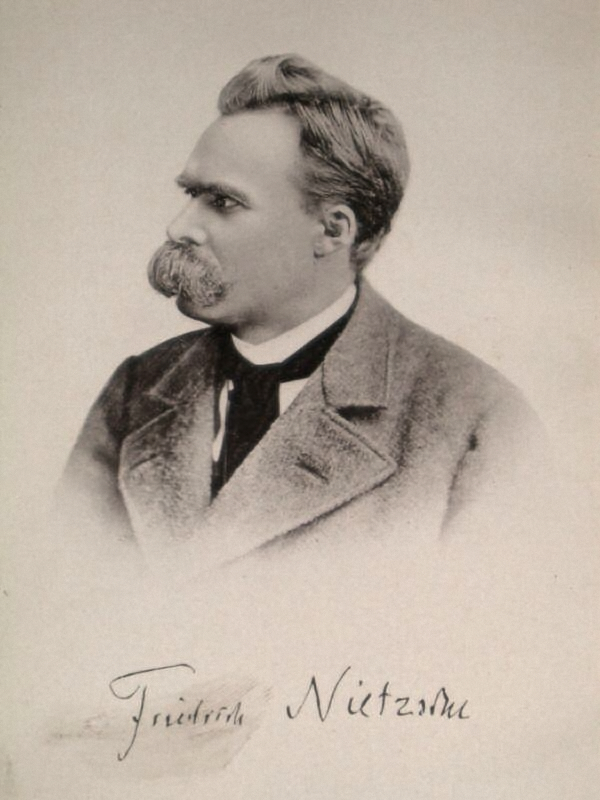
Retrato de Friedrich Nietzsche en 1885 con su firma

## Influencias para el fauvismo

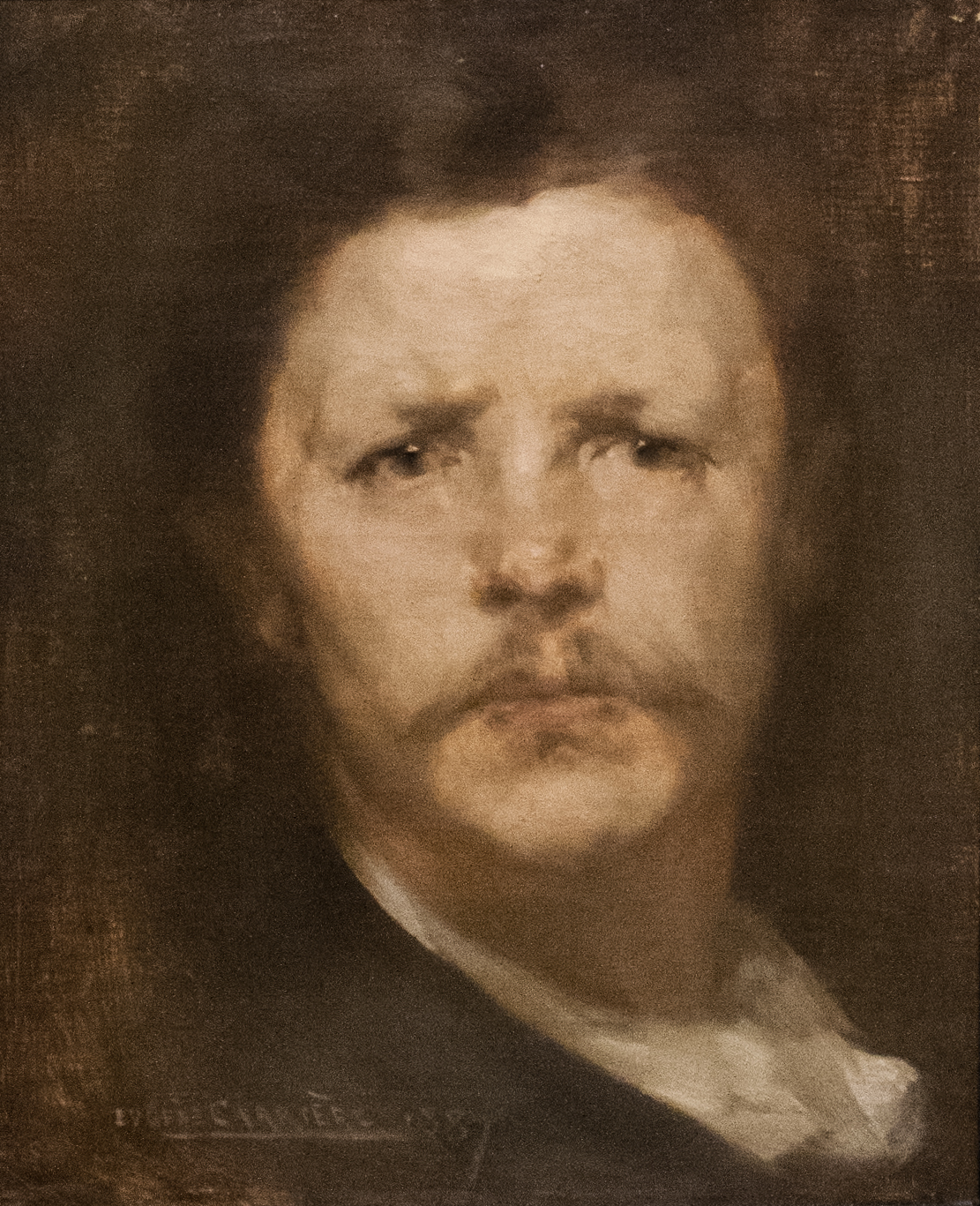
Eugène Carrière. Autorretrato. Pintura al óleo.

Las influencias pueden ser variadas no solo del arte sino de otros campos ya sean en lo cultural, social, filosófico o literario, ciencia, tecnología, etc.
Con la filosofía y el arte, sus principales influencias vienen de las ideas de Zola, Nietzsche, Bergson, Croce, Stirner y Huysmans.[cita requerida]
- En el grupo de fauvistas "puede observarse la misma obsesión por la inmediación de la experiencia, el mismo culte de la vie, en el entusiasmo contemporáneo por Friedrich Nietzsche".[29]
- El fauvismo hace vínculo con la intuición y la inmediatez, fundamentado en Herni Bergson y Benedetto Croce.[30]

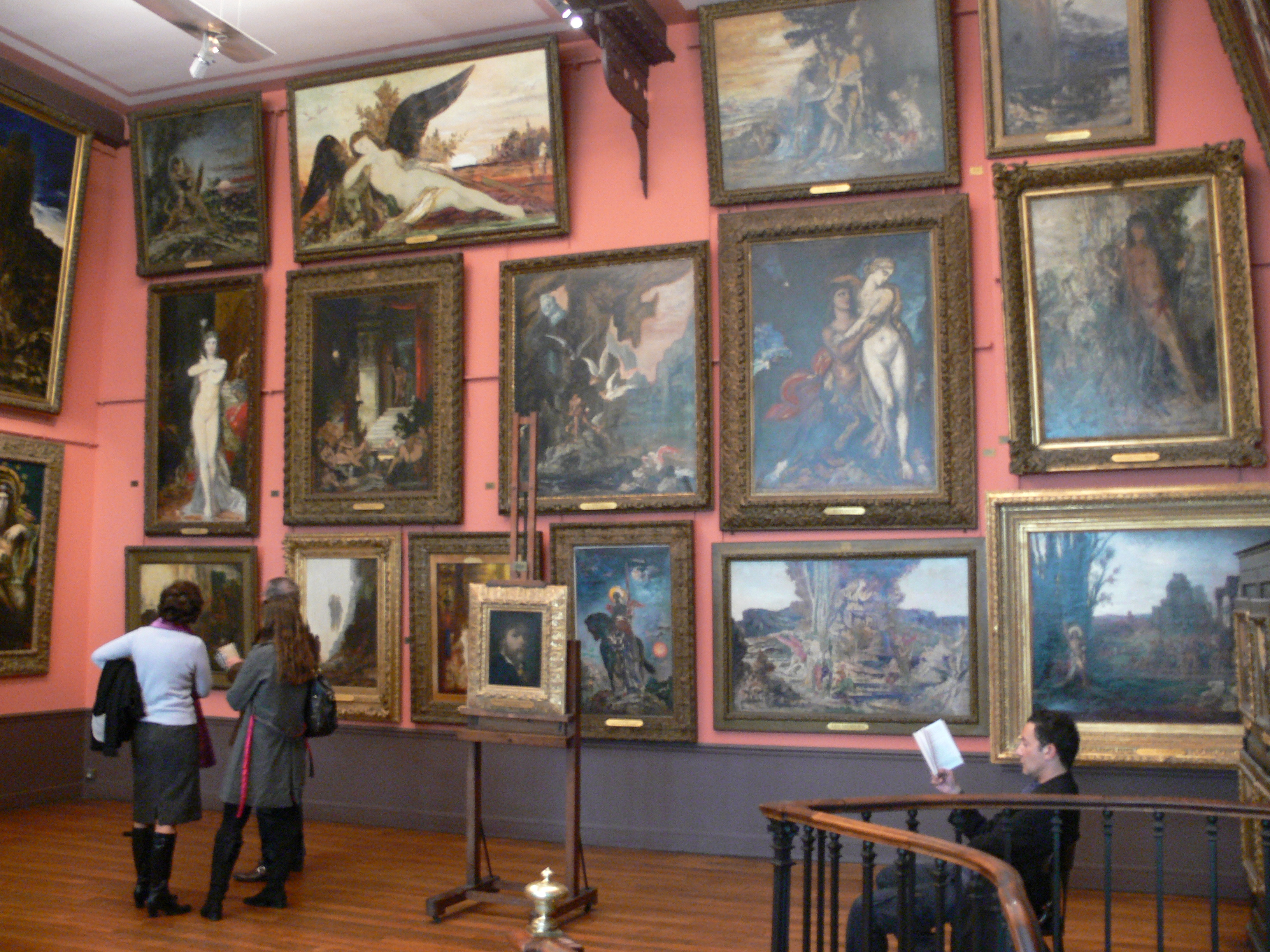
Una de las salas del Museo Gustave Moreau, París, Francia

Los maestros Charles Lhuillier, Eugene Carriere y Gustave Moreau, fueron influencia formativa para algunos del grupo de fauves ya que tuvieron formación en el estudio o la academia con estos maestros. El grupo principal de fauves, empezó su formación desde antes del 1900 con tres maestros que constituían, en primer lugar, de Henri Matisse y sus condiscípulos de la época del estudio de Gustave Moreau y de la Academie Carriere: Albert Marquet, Henri Manguin, Charles Camoin, Jean Puy y, algo distante de estos, Georges Rouault. En segundo lugar, la denominada «escuela de Chatou», donde André Derain y Maurice Vlaminck compartían un estudio en Chatou desde 1900. Y una tercera agrupación, los últimos en llegar al grupo, desde El Havre fueron Emile Othon Friesz, Raoul Dufy y Georges Braque, ellos tuvieron en común como profesor a Charles Lhuillier en la Escuela de Bellas Artes de Le Havre. Luego se une al movimiento otros artistas, el neerlandés Kees Van Dongen, que conoció a los demás en los salones y galerías en que todos ellos expusieron.
Aunque concebían la actividad artística como consecuencia de un impulso vital,[cita requerida] su punto de partida fue la resolución de problemas puramente plásticos,[cita requerida] como el empleo del color en una doble función plástica y constructiva al mismo tiempo.[cita requerida] El maestro del grupo fue Gustave Moreau, en cuya escuela estudiaron Henri Matisse y Georges Henri Rouault, Henri Manguin, Charles Camoin y Jean Puy. Moureau no enseñaba ninguna doctrina sino que forzaba a sus alumnos a pintar con independencia y con la técnica que fuera más adecuada a su temperamento.[cita requerida] De la obra de Gauguin aprendieron la libertad en el uso del color,[cita requerida] que llevaron al extremo (los colores como cartuchos de dinamita, que diría Derain), así como la liberación del temperamento y el instinto personal. También admiraban la capacidad de síntesis y el sentido decorativo de la obra de Gauguin. Para los fauvistas el cuadro debía ser expresión, no composición y orden.[cita requerida]
Como artista Paul Cezanne tuvo influencia para varios artistas del fauvismo. Se ha afirmado que el fin del fauvismo fue por la influencia de Cezanne desde su revalorización a partir de 1907, pero también este artista "fue un componente decisivo del fauvismo desde su principio mismo". Albert E. Elsen realizó un estudio donde relacionó la escultura El siervo de Matisse con su pintura y la influencia de Cezanne. Ver obra de Henri Matisse: El siervo. 1900-1903. Escultura en bronce. 91,77 x 37,8 x 33.02 cm. Museo de Arte Moderno, San Francisco, California, Estados Unidos. En André Derain. En 1904 Charles Camoin visita al artista, en ese año realiza un retrato a Albert Marquet que se parecen a un retrato por Cezanne de su esposa, el cual fue exhibido en el Salón de Otoño de 1904. Ver obra de Charles Camoin: Retrato de Albert Marquet. 1904. Óleo sobre tela. 92 x 72,5 cm. Centro Nacional de Arte y Cultura Georges Pompidou, París, Francia.
Otro artista que pudo haber influido según André Salmon en una crítica que hizo en 1912 "se preguntaba si el fauvismo habría podido alcanzar la plena manifestación de su color sin la influencia de Redon".
Con el artista Paul Gauguin, el color plano característico del fauvismo tuvo su influencia. En la obra de Matisse y Derain, por ejemplo este último sentía que la luz meridional aplasta los volúmenes. "Lo que impide encuadrar a Gauguin entre los fauves es que él no construye espacio mediante el color, sino que lo usa como expresión del sentimiento" diría Matisse. En el arte decorativo del artista, en el sentido del color exaltado y decorativo. Las primeras noticias de culturas exóticas provinieron de este artista para los fauves, en el primitivismo evidente en sus pinturas tahitianas con figuras de ídolos y tótems, también las piedras de indios que tanto impresionaban al artista. En el tema de la danza, de Matisse y Derain, hay una reinterpretación de la obra de este artista con lo primitivo. Su interés por la cerámica también fue influencia para los fauves.

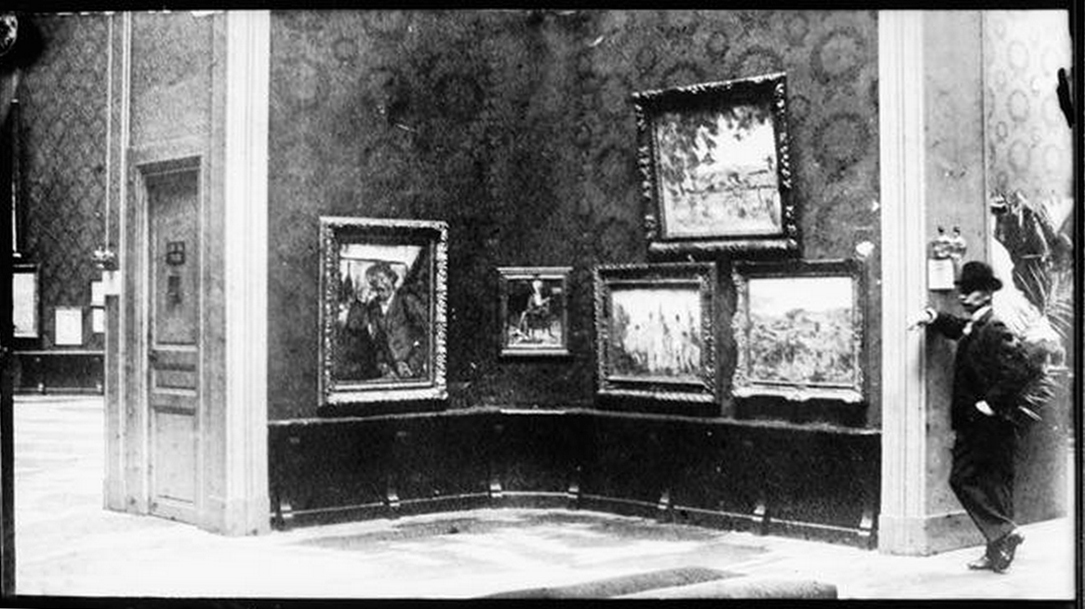
Salón de Otoño de 1904, Ambroise Vollard, Sala Cézanne.

Los marchantes tienen un papel importante en dar a conocer el movimiento artístico y dar estímulo a nuevas relaciones entre artistas, exposiciones individuales o colectivas, nuevas experiencias pictóricas, visitar países, dar apoyo financiero en bonos por ejemplo, etc. El marchante Ambroise Vollard ayudó y conoció a varios integrantes del grupo, como anécdota, con André Derain le dio apoyo para que fuera a Londres aprovechando el auge que todavía tenía el impresionismo en ese lugar y a la vez realizar unos cuadros por encargo. Por otra parte cede espacio en su galería para la primera exposición individual a Kees Van Dongen y Matisse. El marchante Wilhelm Uhde que albergó en su galería obras de este movimiento. La galerista Berthe Weill (1865 - 1951) fue la que "descubrió a los Fauves antes del Salón de Otoño de 1905" y ser la primera persona distribuidora de obras arte de los artistas: Derain, Braque, Matisse, Dufy entre otros.

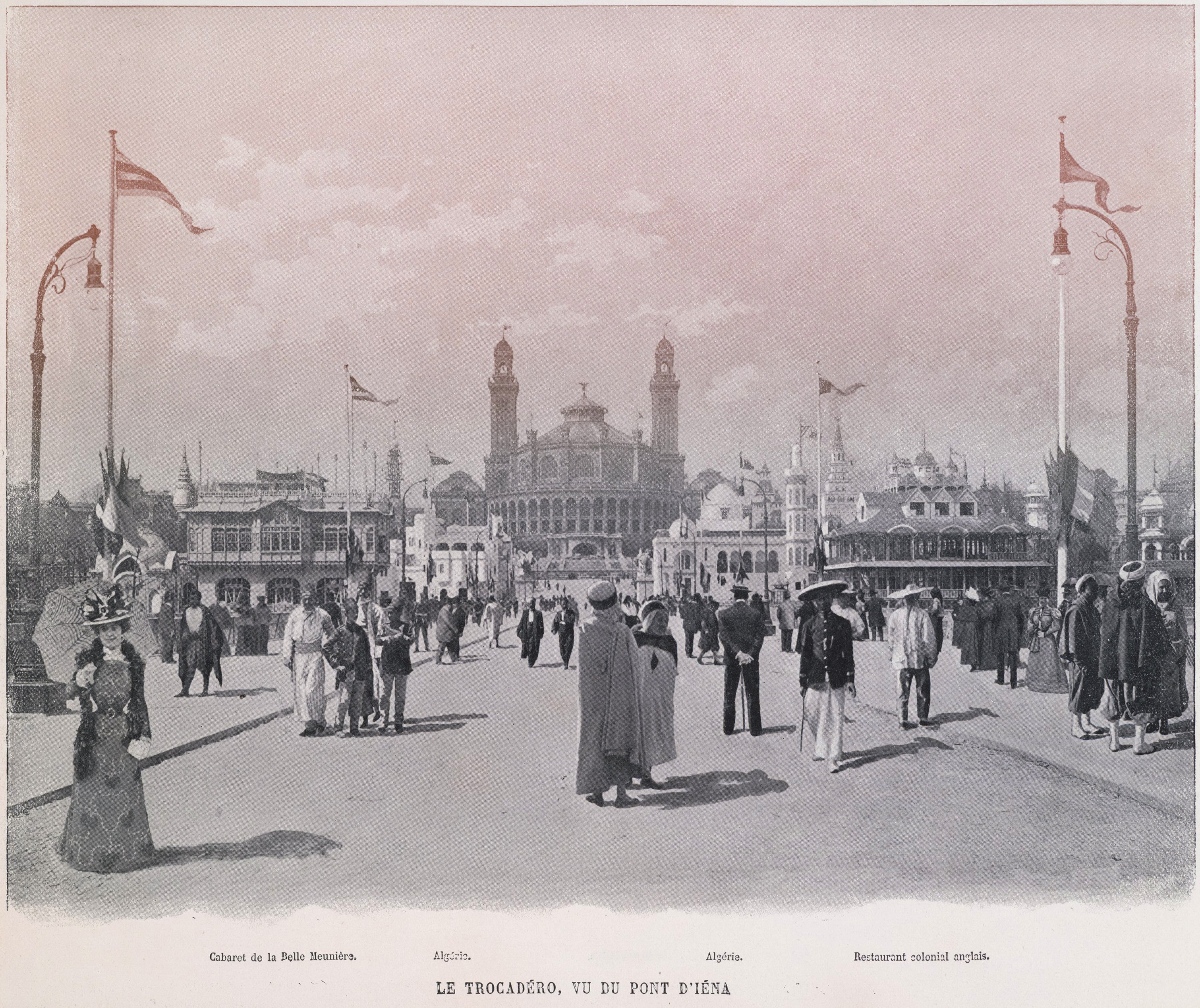
Vista del Trocadero durante la Feria Mundial de París 1900. El Palacio del Trocadero representado en este cuadro había sido construido para la Feria Mundial de 1878 y fue destruido por un incendio en 1935. Los dos edificios a ambos lados del Trocadero son el Palacio de Argelia y el pabellón de Argelia.

El arte de África occidental y de la parte septentrional, que llegaron en la década de los 1870s a los museos de Francia, Alemania, Londres y a las colecciones de algunos artistas, incluían máscaras africanas y esculturas negras. De la misma forma máscaras y esculturas de Oceanía. Producto del proceso colonialismo realizado por varios países europeos. Con el arte, el colonialismo y el norte de África francés se puede hacer una relación de esa influencia.

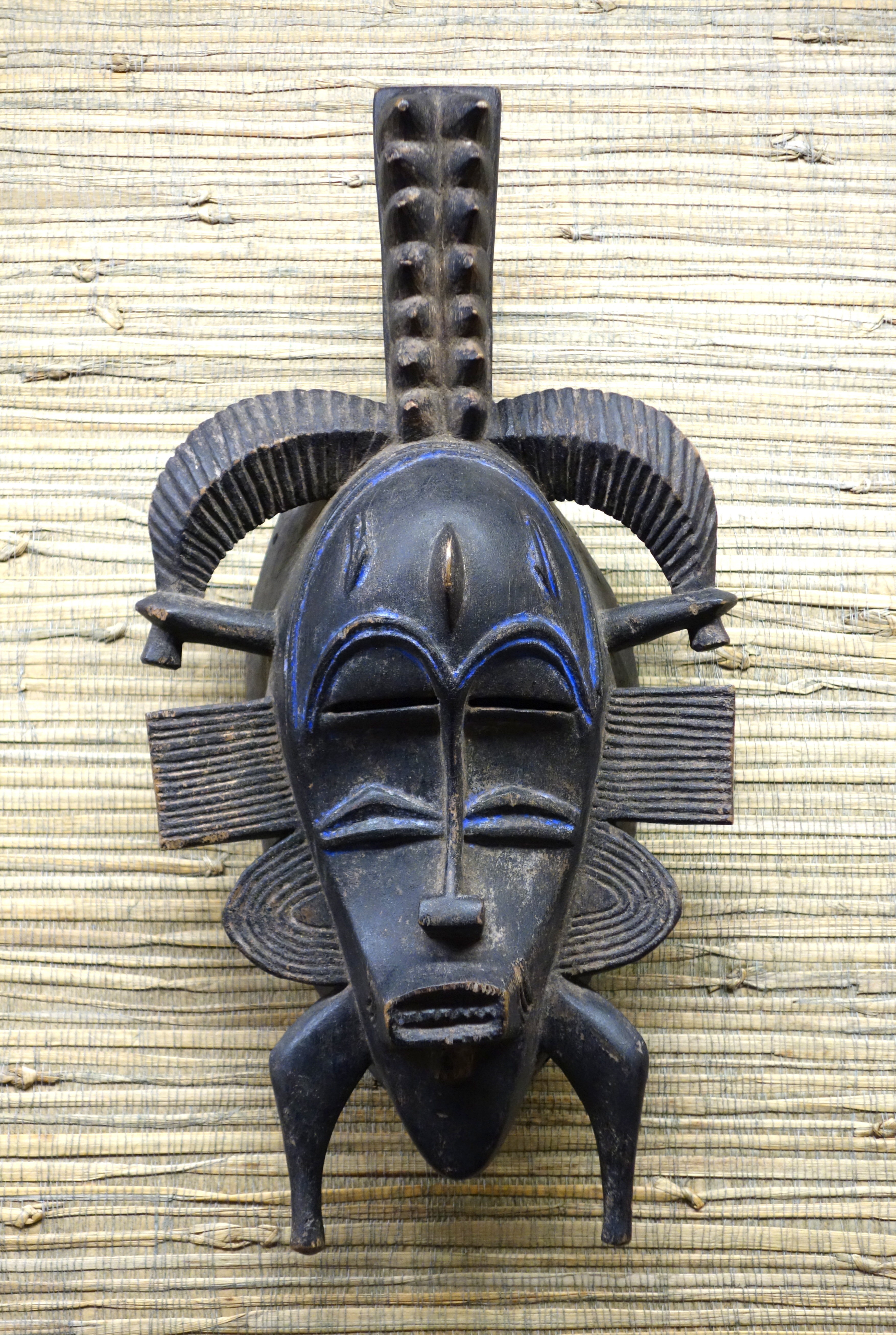
Máscara africana, máscara de la cultura Sénoufo, Sur de Malí y Norte Costa de Marfil, África Occidental (Fue territorio colonial de Francia)

El arte de África y el arte de Oceanía fueron influencia para los fauvistas por ejemplo: Henri Matisse era visitante frecuente del antes llamado Museo Trocadero en París, en algunas visitas lo acompañaba Maurice de Vlaminck. En otros momentos André Derain acompañaba a Vlaminck. Además por distintas situaciones estos artistas tuvieron otros encuentros con el arte africano. Matisse viajó al norte de África a principios de 1906, a Argelia, se trajo varias cerámicas y tejidos locales y a Marruecos (1912-1913). Maurice de Vlaminck poseía una colección de arte de África y Oceanía que tuvo su exhibición en 2009. La historiadora de arte Élie Faure en la introducción para los visitantes del Salón de Otoño de 1905, les manifestaba ser tolerantes “para ponernos en contacto con la joven generación de artistas, debemos estar dispuestos a escuchar y a entender un lenguaje absolutamente nuevo. Prestadles oído a estos primitivos”. Con el uso de la palabra primitivo y la historia del arte se demanda la siguiente aclaración, léase Estudio de la Historia del Arte#El estudio de la historia del arte no occidental y del arte primitivo.
Fue un movimiento sincrético, porque usaban e incluían características de los movimientos artísticos contemporáneos, en su espíritu de transformación de volver a la pureza de los recursos como diría, Matisse, de carácter directo y con valoración de la individualidad, de no ser sumisos ante la herencia pictórica, el grupo quería ir más allá de lo logrado en la pintura, razón por la cual fueron vanguardistas.[cita requerida]
En la formación del estilo fauvismo, hubo muchos movimientos artísticos que fueron un ambiente adecuado para su desarrollo, de aprendizaje, para síntesis o sincretismo o reinterpretación. Esto se aprecia en la capacidad de síntesis de la tradición de la pintura de finales siglo XIX. En el caso de Matisse, esa capacidad la madura hasta 1905. Por ejemplo con respecto a la obra que menciona John Elderfield: La mujer convaleciente (La mujer enferma, título que da el museo). De 1899. Es un óleo sobre tela. De 41,4 x 38,4 cm. Tienen un número del objeto: 1950.225. La cual está en el Museo de Arte de Baltimore, Baltimore, Estados Unidos. De esa obra se puede apreciar que: “no solo combina los métodos neoimpresionistas con los métodos nabis, sino que los injerta en su propio estilo alternativo de 1899, el de El invalido, a su vez profundamente influido por una tercera gran opción postimpresionista, la de Cezanne”.
- Con los Nabis

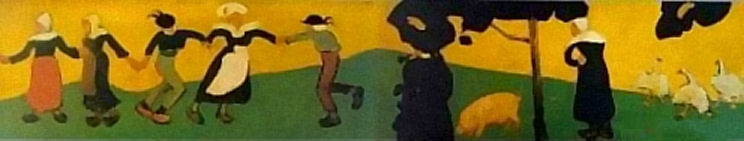
Paul Sérusier. Danza bretona, pintura al óleo. Nótese el uso del color y lo decorativo. Paul Sérusier, fue el líder del grupo de los Nabis.

  - Paul Sérusier. Danza bretona, pintura al óleo. Nótese el uso del color y lo decorativo.  Paul Sérusier, fue el líder del grupo de los Nabis. "Mientras que las figuras de las obras tempranas de Matisse recuerdan a Cezanne y a la escultura que el propio Matisse empezaba a hacer por entonces la zonificación del color se debe en alguna medida al decorativismo plano de los nabís. Tanto el decorativismo nabi como su color se hacen patentes en las vistas de Notre-Dame y de los puentes del Sena que Matisse pinto hacia 1900, en sus violetas y serenos verdes, tan dominantes, y en su aliento más sosegado que el de sus cuadros de figuras".[12]  Ver obra de Henri Matisse: Notre-Dame. 1900. Óleo sobre tela. 66,7 x 99,1 cm. Soporte 46 x 37,5 cm con marco 68,9 x 60,8 x 8,1 cm Tate,[62] Londres, Inglaterra. Esta influencia se extendía a otros futuros fauvistas:[12]   Albert Marquet, Keen Van Dongen, André Derain.[63]
  - Los primeros dibujos, con pincel y tinta china, de Albert Marquet con temas callejeros del ambiente parisino, es donde se puede apreciar "otro aspecto del arte nabi, al estilo caligráfico «japones» de los dibujos de Bonnard".[64] Ver la obra Albert Marquet: Pareja bailando. 1903. Pincel y tinta china sobre papel. 15,5 x 11cm. Número de inventario: Bx 1960.5.15, Museo de Bellas Artes de Burdeos,[65]  Bordeaux, Francia.
- Con el impresionismo. Influencias de Paul Gauguin[cita requerida]

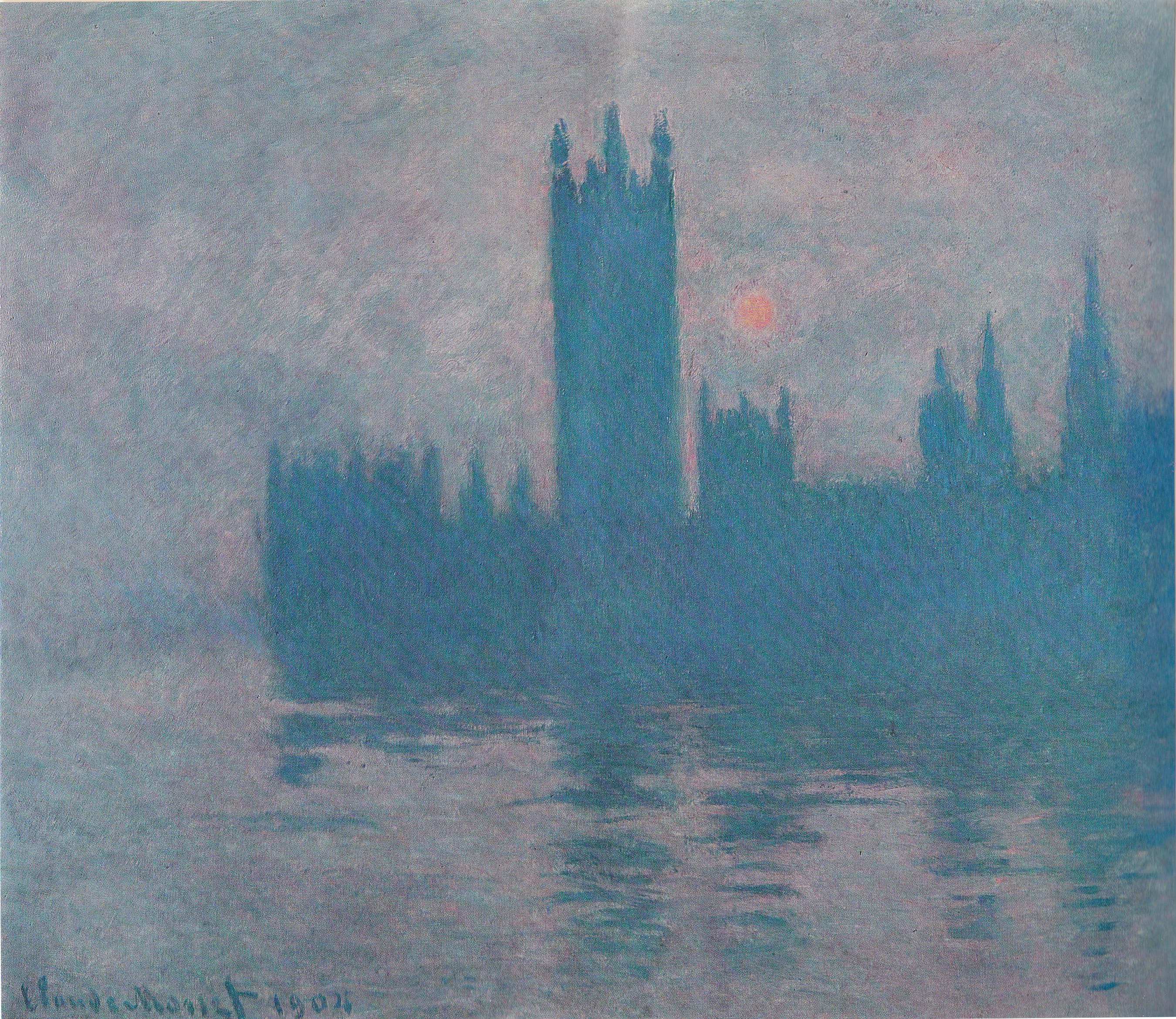
Claude Monet. El Parlamento en Londres, 1904. Óleo sobre tela. 80x91 cm. Museo de Krefeld. Krefeld. Renania del Norte-Westfalia, Alemania. Uno de los principales exponentes del impresionismo.

  - Claude Monet. El Parlamento en Londres, 1904. Óleo sobre tela. 80x91 cm. Museo de Krefeld. Krefeld. Renania del Norte-Westfalia, Alemania. Uno de los principales exponentes del impresionismo.André "Derain estuvo haciendo, hacia finales de 1905 o principios de 1906, una revaluación deliberada de un proyecto que había ocupado a Monet, a saber, una serie de pinturas del río Támesis que le habían sido encargado por Vollard. Durante su estancia en Londres, Derain realizó algunos de los ejemplos más destacados del fauvismo. Reaccionó de manera muy acentuada a la variedad cambiante de luces y a las distintas gradaciones de la niebla y las brumas que se cernían sobre el río; sin embargo, no se trata meramente de respuestas impresionistas reelaboradas sino reinterpretadas de un modo característicamente subjetivo".[66]
- Con el postimpresionismo[cita requerida]
- Con el neoimpresionismo
  - Matisse tenía[67] el libro de Signac, titulado De Delacroix al neoimpresionismo[68] el cual leyó[69] en el estudio de Gustave Moreau.
  - "No deja de ser significativo que los primeros experimentos neoimpresionistas de Matisse estuvieran influidos por la obra de Signac y Cross, que trataron las unidades de color como adoquines o teselas de un mosaico, dándoles una extensión mucho mayor que la de los componentes del puro y meticuloso pointillisme de Seurat".[70]
- Con el puntillismo[cita requerida]
- Con el divisionismo

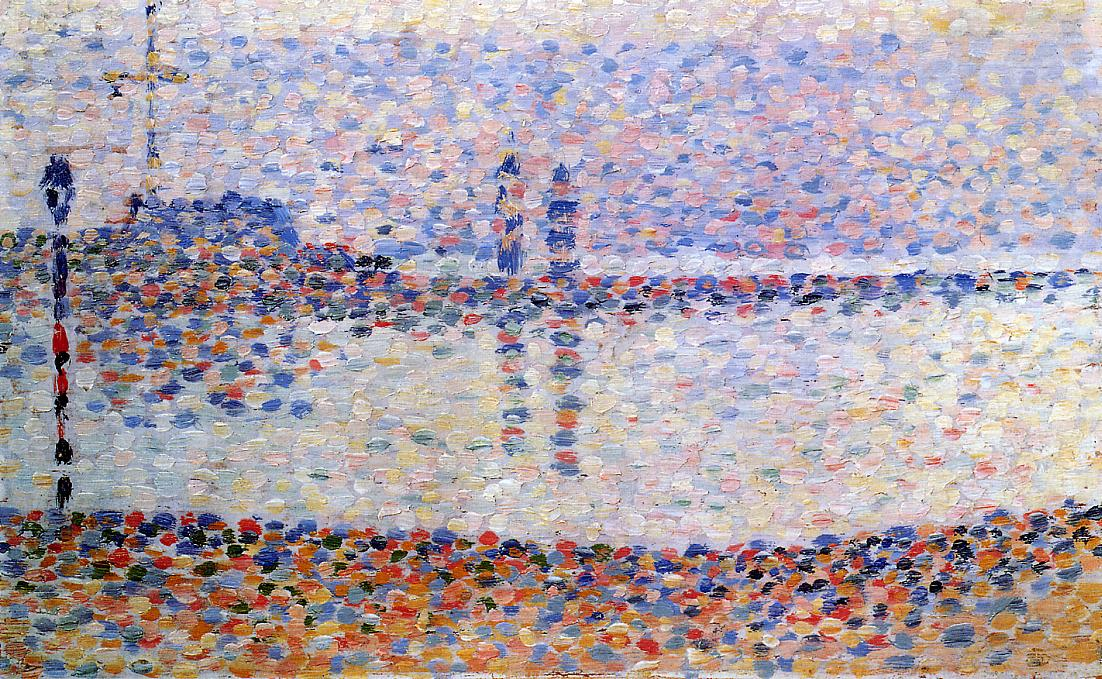
Georges Seurat Pierre. "Gravelines: un estudio de la tarde". Pintura al óleo. El Museo de la Anunciación en Saint Tropez, Francia. Exponente del divisionismo.

  - Georges Seurat Pierre. "Gravelines: un estudio de la tarde". Pintura al óleo. El Museo de la Anunciación en Saint Tropez, Francia. Exponente del divisionismo.En el salón de los Independientes de 1905, Matisse expuso la obra "Lujo, Calma y Voluptuosidad" en la primavera de ese año. Aparte de la discusión de la crítica por la obra, el artista promovió a otros fauvistas a acercarse al “divisionismo”, la así llamada evolución del estilo puntillista de Seurat. De otra manera Signac hacía hincapié que el estilo continuase guiado por las leyes del contraste en el círculo cromático y los complementarios. En la obra de “ Lujo, Calma y Voluptuosidad” se aparta de toda guía indicada por Signac: “sus manchas de color son demasiado grandes para que la mezcla óptica “funcione” a la manera de Seurat. Gran parte del divisionismo practicado por Matisse, Derain, George Braque y otros no era más que una separación de los colores en manchones sin mezcla (taches)”.[71]
    - Henri Matisse: Estudio para Lujo, Calma y Voluptuosidad . 1904. Óleo sobre tela, 32,7 x 40,6 cm. Museo de Arte Moderno,[27] New York, Estados Unidos.

## Características
Estas son algunas características que se pueden mencionar:
- El color aplicado con la pincelada hace que el dibujo y el mimetismo fueran supeditados al color. Ronald Pickvance menciona: "La identidad de las flores queda subsumida en una equivalencia de pincelada de un solo color, formando un dibujo rítmico independiente, [...] niegan cualquier función descriptiva que evoque las flores de forma precisa"[72] para la obra de Maurice de Vlaminck: Jarrón azul con flores, 1906. Óleo sobre tela. 81,5 x 45,7 cm. Museo Thyssen-Bornemisza, Madrid, España.
- El color fue su centro en la creación.[cita requerida] "La lógica de la forma creada mediante el color - mediante el dibujo del color - que el fauvismo hizo posible no se comprendió del todo enseguida salvo por quienes estaban tan obsesionados por la pureza pictórica como Matisse. Este se dio cuenta inmediatamente de que el color por sí solo podía evocar el registro completo de cualidades pictóricas que los otros componentes de la pintura expresan por separado: la profundidad y el carácter plano, los contornos y las superficies, lo sustantivo y lo ilusorio."[73]

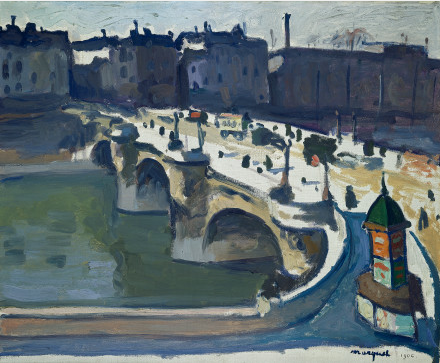
De Albert Marquet la obra El Puente Nuevo (París), un óleo sobre tela, dimensiones sin marco 50,2 x 61,3 cm. Con fecha de 1906. Observe el uso colores oscuros para pintar algunos contornos de algunas figuras en el cuadro.

- De Albert Marquet la obra El Puente Nuevo (París), un óleo sobre tela, dimensiones sin marco 50,2 x 61,3 cm. Con fecha de 1906. Observe el uso colores oscuros para pintar algunos contornos de algunas figuras en el cuadro.Limitar las formas con contornos oscuros.[cita requerida]
- Vlaminck manifestaba: usar los «colores puros tal y como salen del tubo»[74] en el lienzo.
- El dibujo será un aspecto secundario para estos artistas,[cita requerida] sin embargo Matisse no se olvidó de su importancia. También se destacaba la función decorativa y se empleaban las líneas onduladas.[cita requerida]
- En esta búsqueda tan dirigida hacia el color se olvidan otros aspectos como el modelado, el claroscuro o la perspectiva.[cita requerida]

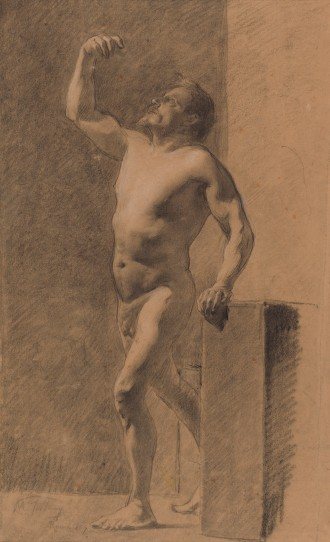
Dibujo de estilo académico

- Dibujo de estilo académicoHay una transgresión de la forma por buscar más allá de la representación por mímesis heredada del academicismo, esa búsqueda da una abstracción de la forma centrada en el color. Esta abstracción de la forma, no llega alejarla del modelo exterior en que se inspira el artista, la identificación de la obra con el modelo no desaparece.[cita requerida]
- La técnica pictórica fauvista emplea toques rápidos y vigorosos, trazos toscos y discontinuos, aunque se crea distorsión en las figuras: se persigue dar una sensación de espontaneidad.[cita requerida] Respecto a esta característica Tomás Llorens Serra, afirma que la "ejecución es muy somera y directa, anticipándose a lo que será una de las características distintivas del estilo fauve"[75] respecto a la obra de André Derain: Paisaje en los alrededores de Chatou. 1904-1905. Óleo sobre tela. 54,2 x 65,2 cm. Museo Thyseen-Bornemisza, Madrid, España. En la misma página se puede pinchar en la parte "La obra en su contexto" que lo dirige a la exposición virtual, ahí se puede hacer un zum a la imagen de esta obra y apreciar el tipo de pincelada que se hace mención.
- El fundamento de este movimiento es la liberación del color respecto al dibujo exaltando los contrastes cromáticos.[cita requerida] Los artistas fauves van a trabajar con la teoría del color interpretando qué colores son primarios, cuáles son secundarios y cuáles son complementarios.[cita requerida] Mediante este planteamiento consiguieron una complementariedad entre colores, lo que producía un mayor contraste visual y una mayor fuerza cromática.[cita requerida]

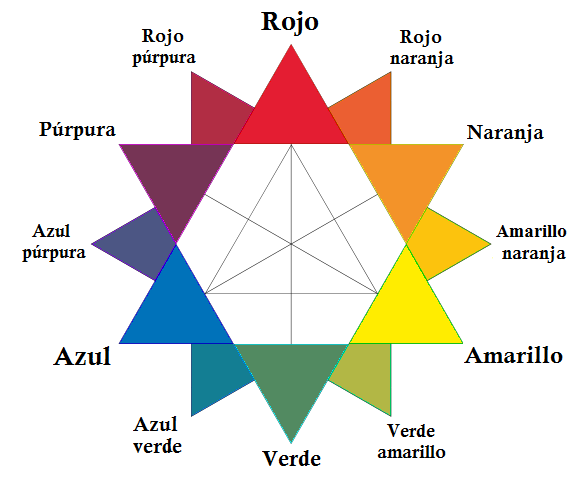
Modelo de RYB, la ubicación de los colores primarios, secundarios y terciarios en un círculo cromático, para las armonías y contrastes.

- Modelo de RYB, la ubicación de los colores primarios, secundarios y terciarios en un círculo cromático, para las armonías y contrastes.Este planteamiento, conocido como Modelo de color RYB, clasificaba los colores como:
  - Colores Primarios: rojo, amarillo, azul
  - Colores Secundarios: se obtienen mezclando colores primarios: rojo + azul (violeta); rojo + amarillo (naranja); amarillo + azul (verde).
  - Complementarios: se entiende por color complementario, el color opuesto a otro: para el verde es el rojo, para el azul es el naranja y para el amarillo es el violeta.

- Estos artistas fueron los últimos que hicieron pintura al aire libre, "plein air" como en francés se hace referencia. Matisse se entusiasmó con la luminosidad de Paul Signac en Saint-Tropez y compartió con André Derain el verano en Colliure, donde elevaron las tonalidades de sus paletas. Otros miembros del grupo -Charles Camoin, Henri Manguin y Albert Marquet- también fueron seducidos por la luz mediterránea,[cita requerida] que queda reflejada sobre todo en las vibrantes naturalezas, en las vistas marinas y en los cuidados desnudos. Poco después, George Braque, Raoul Dufy y Othon Friesz pusieron su atención en los pueblos pesqueros y en el júbilo de las villas engalanadas por las fiestas populares.[76] Esta característica se ejemplifica con la obra de André Derain, barcos en la playa, en Colliure (o Colibre), 1905.
- La luz es un tema tratado en el arte en muchas manifestaciones artísticas. En los fauvistas la luz se hizo por los contrastes realizados por matiz no por tono.[77]
- Otra característica de esta pintura es su intención de expresar sentimiento, algo que anteriormente intentaron los pintores Nabis.[cita requerida] Esto hace que percibieran la naturaleza y lo que les rodea en función de sus sentimientos. En la idea de que hay una diferencia entre el color percibido por los ojos y el color procesado por la mente o el pensamiento.[cita requerida]

- Defendían una actitud rebelde, un intento de transgresión de las normas con respecto a la pintura. Buscaban en definitiva, algo diferente, que les hiciese avanzar en el ámbito artístico.
  - Maurice de Vlaminck:"Yo no quería seguir un modo convencional de pintar; yo quería revolucionar las costumbres y la vida contemporánea".[78]

- Con respecto a los temas que pintaban existía gran variedad: algunos pintaron el mundo rural y otros el ámbito urbano. Algunos realizaron desnudos, escenas interiores, bodegones, mientras otros preferían la pintura al aire libre, realizando paisajes, influidos por las costumbres del impresionismo, otros mostraban la importancia de sentir la alegría de vivir.[cita requerida]
- Dentro de este estilo hay una combinación de métodos llamado "fauvismo de técnica mixta"[79] donde había un sincretismo de varios movimientos artísticos. Por anécdota: se "combinó características derivadas de Seurat y van Gogh, con la pincelada restregada, frotada, y las divisiones arbitrarias de color que recuerdan a Cezanne".[80]
- Generalmente se conoce que tuvo un gran aporte a través de la pintura al óleo sin embargo los fauvistas también realizaron obras en otras técnicas artísticas: cerámica, escultura, grabado, dibujo, etc.[cita requerida]

## Obras
En Wikipedia se puede encontrar obras del fauvismo con historia, contexto, análisis, apreciaciones y datos de las mismas. Además de esas obras, se presenta a continuación una breve lista de obras del movimiento, en pintura al óleo:
- André Derain: El Pool de Londres. 1906. Óleo sobre tela. 66,7 x 99,1 cm. Tate,[81] Londres, Inglaterra.
- André Derain: Henri Matisse. 1905. Óleo sobre tela. 46 x 34,9 cm. Tate,[82] Londres, Inglaterra.
- Charles Camoin. Retrato de Albert Marquet. 1904. Óleo sobre tela, 92 x 72,5 cm. Centro Nacional de Arte y Cultura Georges Pompidou,[40] París, Francia.
- George Braque: El puerto de Amberes. 1906. Óleo sobre tela. 49,8 x 61,2 cm. Galería Nacional de Canadá,[83] Otawa, Canadá.
- George Braque: Los grandes árboles. El Estanque. 1906-1907. Óleo sobre tela, 80 x70,5 cm. Museo de Arte Moderno,[84] New York, Estados Unidos.
- Henri Matisse: André Derain. 1905. Óleo sobre tela, 38,4 x 28,3 cm. Tate,[85] Londres, Inglaterra.
- Henri Matisse: Mujer con sombrero. 1905. Óleo sobre tela, 80,65 x 59,69 cm. Museo de Arte Moderno de San Francisco,[86] San Francisco, California, Estados Unidos.
- Henri Matisse: La Gitana. 1905. Óleo sobre tela, 55 x 46 cm, Museo de la Anunciación.[87] Saint-Tropez, Francia.
- Maurice de Vlaminck: El Remolcador en el Sena, Chatou. 1906. Óleo sobre tela, 50,2 x 65,1 cm. Galería Nacional de Washington D. C.,[88] Washington D. C. Estados Unidos.
- Maurice de Vlaminck: Los árboles rojos. 1906-1907. Óleo sobre tela, 65 x 81 cm. Centro Nacional de Arte y Cultura Georges Pompidou,[89] París, Francia.
- Maurice de Vlaminck: Jarrón azul con flores, 1906. Óleo sobre tela. 81,5 x 45,7 cm. Museo Thyssen-Bornemisza,[72] Madrid, España.
- Raoul Dufy: Los afiches en Trouville. 1906. Óleo sobre tela, 65 x 81 cm. Centro Nacional de Arte y Cultura Georges Pompidou,[90] París, Francia.

Si bien el fauvismo se conoce en la mayoría de los casos por su gran aporte a través de la pintura al óleo, este movimiento incursionó en otras técnicas plásticas:
- Ambroise Vollard tuvo la idea de estimular a algunos artistas para que realizaran cerámica fauvista, para hacer más accesible este movimiento al público. Maurice de Vlaminck en 1906, animado por Vollard, su marchante, inicia una colaboración con el ceramista André Metthey, con esta técnica, algunas de sus obras,  están clasificadas como fauvistas.[91] Derain y Matisse fueron también estimulados por el marchante y el ceramista.[47] Sin embargo el proyecto de cerámica fauvista no triunfó. Algunas obras que se pueden mencionar:
  - André Derain: Florero. 1907-1908. Cerámica. 53 x 20 x 20 cm. Número de inventario: KMSr135. Galería Nacional de Dinamarca,[92] Copenhague, Dinamarca.
  - André Metthey[93][94]
  - André Metthey “Plato - Adán y Eva” (1909-1920). Petit Palais, Musée des Beaux-Arts de la Ville Archivado el 6 de agosto de 2016 en Wayback Machine. , París, Francia.
  - Henri Matisse: Jarrón. Hacia 1907. Cerámica. 23,4 cm de altura. Colección particular.
  - Maurie de Vlaminck, Plato decorado con ave corriendo. 1908. Usualmente André Metthey realizaba las formas de los platos o jarrones y Vlaminck los decoraba.
  - En la Embajada de Francia de Tokio (Japón) se realizó una exposición titulada: Los trabajos de cerámica de Rouault y los fauvistas (2015) Archivado el 6 de agosto de 2016 en Wayback Machine..
- Coppel[95] da la idea y sugiere influencias para el desarrollo del grabado en madera o xilografía en los fauvistas.
  - Henri Matisse: Grabado en madera grande. 1906. Grabado en madera. Papel 57,4 x 46 cm, Matriz 46,5 x 39,5 cm. Número del objeto: 1950.12.236. Museo de Arte de Baltimore,[96] Baltimore, Estados Unidos.
  - Henri Matisse: Grabado en madera pequeño negro. 1906. Grabado en madera. Papel 46 x 28,7 cm, Matriz 31 x 22 cm. Número del objeto: 1950.12.235. Museo de Arte de Baltimore,[97] Baltimore, Estados Unidos.
- Con el grabado a Punta seca
  - André Derain. Paisaje. 1907. Grabado a punta seca, 28,9 x 35,8 cm. Museo de Arte Moderno,[98] New York, Estados Unidos.
  - Henry Matisse. Dos desnudos, Dos cabezas, 1900-1903. Grabado a punta seca, tamaño de la matriz 14,9 x 10 cm y tamaño del papel 32 x 25,5 cm. Museo de Arte Moderno,[99] New York, Estados Unidos. Matisse empezó a trabajar en grabado en cobre alrededor de 1903, con punta seca.[100]
- Con el grabado en litografía. Matisse después de sus grabados en cobre, alrededor de 1903. Hace una pausa retomando el grabado en 1906, realizando sus primeras litografías y linograbados, nuevamente hizo una pausa hasta 1914.[101]
  - Henri Matisse: Desnudo inclinándose con la mirada agachada. Litografía a lápiz. 1906. 45,1 x 28,1 cm. Número del objeto: 1950.12.133. Museo de Arte de Baltimore,[102] Baltimore, Estados Unidos.
  - Henri Matisse: Figura con un collar negro, vista desde de atrás. Litografía a lápiz. 1906. 44,9 x 27,9 cm. Número del objeto: 1958.116. Museo de Arte de Baltimore,[103] Baltimore, Estados Unidos.

- Con la técnica de la pintura en acuarela, se han algunos trabajos expuestos.[104] Aparte de ellos se puede mencionar:
  - André Derain. Danza báquina. 1906. Acuarela y lápiz sobre papel. 49,5 x 64,8 cm. Museo de Arte Moderno[105] New York, Estados.Unidos.
  - André Derain. Dos bailarinas. 1906 ca. Acuarela sobre papel. 43,8 x 54,6 cm. Número de inventario: KKSr158. Galería Nacional de Dinamarca,[106] Copenhague, Dinamarca.

- El dibujo que muchas veces es visto como un paso previo al trabajo en pintura, como bocetos. Los dibujos sirven como estudio o anotación para el artista. Los que tienen la oportunidad de observar estos trabajos previos o finalizados, pueden apreciar en el dibujo parte del proceso de construcción de una obra o ideas para futuras obras o ver soluciones que da el artista a determinadas respuestas o análisis visuales. También se puede observar tratamientos de algunos elementos del lenguaje visual o de composición que da el artista. El "aspecto notacional de la pintura está determinado por el dibujo, que, además de su función técnica de proyecto, goza, a la hora de presentarse como dibujo "libre" o bosquejo, de una especificidad artística capaz de atribuir un valor estético autónomo al producto".[107] Trabajos en dibujo se han expuesto[108] sobre este movimiento.
  - Albert Marquet. Coche fúnebre. 1905. Pincel, tinta china sobre papel. 12,7 x 14,2 cm. Número de inventario Bx 1960.5.8. Museo de Bellas Artes de Burdeos,[109] Bordeaux, Francia.
  - André Derain. La Edad de Oro. 1904-1906. Carboncillo sobre papel. 29,7 x 19,4 cm. Número de inventario AM 3671 D.  Centre Nacional de Artes y de Cultura Georges Pompidou.[110] Museo Nacional de Arte Moderno, París, Francia.
  - Henri Matisse: El baño. 1905-1906. Pincel y tinta china. Papel 94 x 69 cm, con el borde 95,7 x 71,3 cm. Número del objeto: 2013.4. Museo de Arte de Baltimore,[111] Baltimore, Estados Unidos.
- Con la escultura varios artistas del fauvismo se expresaron a través de esta técnica artística, utilizando por ejemplo la talla de madera, algunas obras que se pueden mencionar:
  - André Derain: cabecero y pies tallados para una cama. Hacia 1906-1907. Talla en madera. Paradero desconocido
  - Henri Matisse: La danza. 1907. Talla en madera, 44 cm de altura. Museo de Matisse de Niza, Niza, Francia.

Para consultar más sobre obras y artistas de este movimiento artístico se puede leer el apartado de exhibiciones temporales, más delante.

## Exposiciones temporales

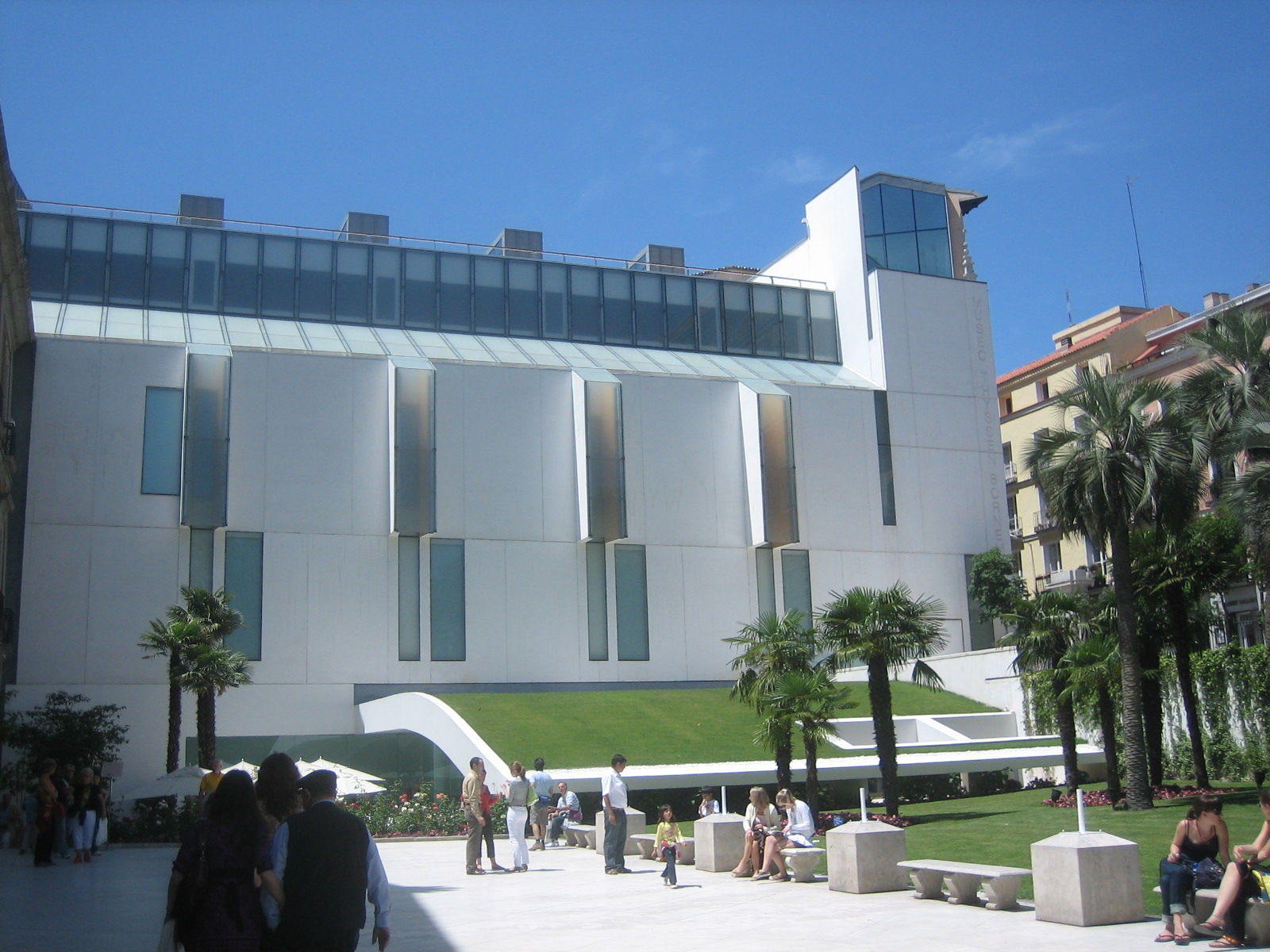
Museo Thyssen-Bornemisza, España.

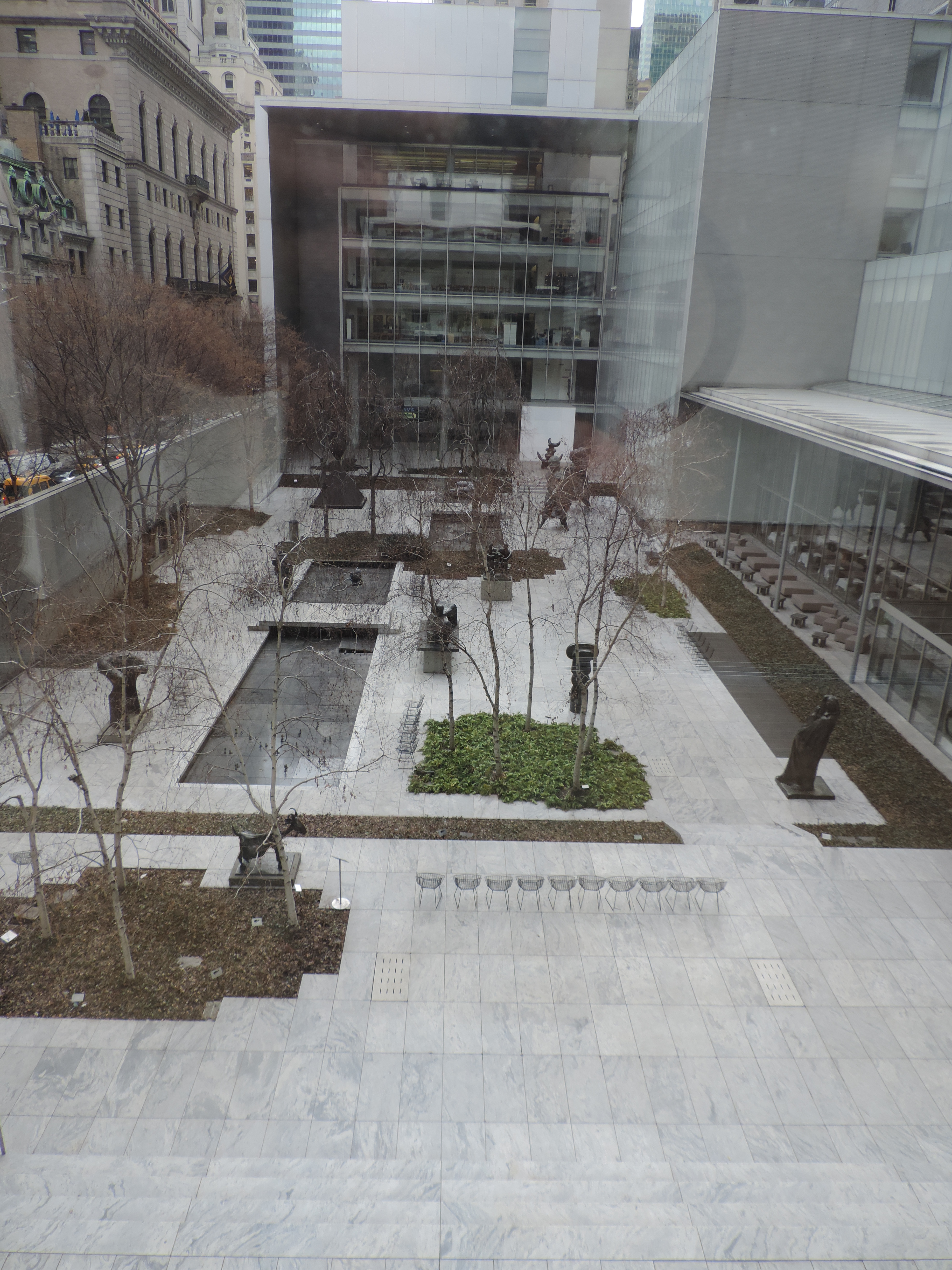
una sección del Museo de Arte Moderno de New York

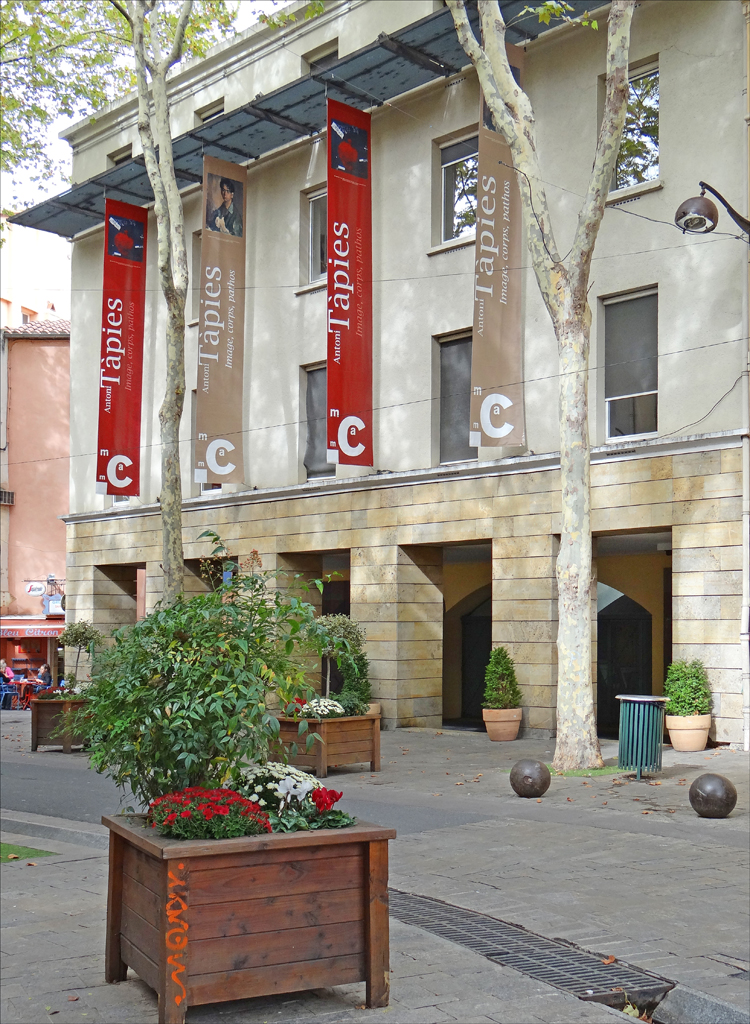
Museo de Arte Moderno de Céret, Francia.

Desde su origen los fauvistas han sido parte importante de la historia del arte, razón por la cual sus obras forman parte de colecciones privadas y públicas, de importantes museos alrededor del mundo. El público en general puede apreciar estas obras en la mayoría de los casos a través de las exposiciones temporales como parte de las actividades de los museos. En la actualidad, los museos en su papel de divulgar, investigar, educar, preservar su aporte cultural da a conocer por Internet su importante valor. También hay exhibiciones de destacables organizaciones diplomáticas y culturales que se pueden mencionar. Por ello esta es una breve lista de exposiciones temporales sobre fauvistas para consultar:
- Dufy (Del 17 de febrero al 17 de mayo del 2015). Museo Thyssen-Bornemisza,[112] Madrid, España. En ella se puede encontrar su producción del periodo fauvista entre otros.
- Henri Manguin. Un "salvaje" en el Bonnard". Del 27 de junio al 31 de octubre de 2015. Museo Bonnard,[113] Le Cannet, Francia.
- Las obras de cerámica de Rouault y los fauvistas (en inglés The Ceramic Works of Rouault and the Fauvists) del 11 de abril al 21 de junio de 2015. Museo de Panasonic Shiodome, Tokio, Japón. La exposición la organizó el Museo de Panasonic Shiodome y otros. La apoyaron la Embajada de Francia en Japón, Instituto Francés de Japón y otros . Con especial colaboración de la Fundación Georges Rouault.[114] El sitio tiene una versión en inglés.
- Los fauves. La pasión por el color (del 22 de octubre de 2016 hasta 29 de enero de 2017). Fundación MAPFRE,[115] Madrid, España. La comisaria de la exposición fue María Teresa Ocaña.[116]
- Las "bestias salvajes": el fauvismo y sus afinidades (del 26 de marzo al 1 de junio de 1976), Museo de Arte Moderno,[117] New York, Estados Unidos. En el mismo sitio está el catálogo razonado  "El fauvismo" de John Elderfield, en español,  por Juan Díaz de Atauri, 1983 .
- Jean Puy (1876-1960) plenitud de un salvaje. Del 9 de abril al 18 de septiembre de 2016. Museo de Château de los Duques de Wurtemberg,[118][119] Riquewihr, Francia.
- Maurice de Vlaminck, un instinto fauve. Pinturas de 1900 a 1915. Exposición del 3 de julio al 18 de octubre de 2009.CaixaForum Barcelona,[120] España. La comisaria fue Maïthé Vallès-Bled.[121] En el sitio hay fotos y vídeos de la exposición.
- Exposición de fauvistas húngaros. Del 21 de junio al 12 de octubre de 2008. Museo de Arte Moderno de Céret , Céret, Francia. Exposición coproducida con Museo Matisse de Cateau-Cambrésis y Museo de Bellas Artes de Dijon, en colaboración con la Galería Nacional Húngara de Budapest.[122][123]
- Othon Friesz, un salvaje singular. Del 17 de junio al 17 de octubre de 2016. Museo de la Anunciación,[124] Saint-Tropez, Francia.

## Influencia fauvista
Los aportes del fauvismo en el siglo de las vanguardias, se pueden observar en varias consecuencias importantes para el desarrollo del arte en la primera mitad del siglo XX. Los aportes fueron directos o indirectos, más allá de su apogeo en Francia y no se puede determinar a ese país solamente. Además no fue una causa exclusiva o única para las siguientes transcendencias:
Otros artistas que no fueron del grupo principal del movimiento pero de fuerte influencia en Bélgica, España, Hungría y otros:
- En Bélgica, los fauvistas de Brabante, es una expresación dada por primera vez en 1941 por el crítico belga Paul Fierens, para describir un grupo informal en Brueselas (en Brabante) los fundadores incluyen Fernand Schirren, Louis Thévenet, Willem Paerels (1878-1962), Charles Dehoy y Auguste Oleffe Y el artista Edgard Tytgat, Jean Brusselmans, Anne-Pierre de Kat (1881-1968.[125] Por otro lado el artista Henri Evenepoel.
- En España, los artistas Francisco Iturrino y Juan de Echeverría.[cita requerida]
- En Hungría, el artista Béla Czóbel, Róbert Berény, Vilmos Perlrott Csaba, Sándor Ziffer, Lajos Tihanyi, Géza Bornemisza, el matrimonio Sandor Galimberti y Valéria Dénes.[126]

Estos grupos de otra manera se conocen como fauvismo belga, fauvismo ibérico como lo llamaría Gaya Nuño y el fauvismo húngaro,[cita requerida] respectivamente.
Hay agrupaciones de artistas que tiene una diversidad[cita requerida] de tipos de arte y donde generalmente toman en cuenta varios movimientos artísticos [cita requerida]en su manera de entender el arte por tanto no considera del todo al fauvismo. Estos son algunos colectivos artísticos o grupos de artistas influenciados:
- El grupo Der Blaue Reiter (el Jinete Azul en español) este grupo tuvo muchas influencias y entre ellas este movimiento artístico.[128]
- El Grupo Montparnasse, en 1922, artistas chilenos de la pintura influenciados por la tendencia postimpresionista europea y, sobre todo, por el fauvismo
- El Puente (Die Brücke)  tuvo influencia del fovismo.[129] Donde el neerlandés Kees Van Dongen se unió al grupo.
- Sota de Diamantes fue colectivo ruso cuyo interés fue el desarrollo de nuevos estilos, a partir de sus interpretaciones de Henri Matisse y su periodo fauvista. Entre otros movimientos y artistas.[cita requerida]

Hay artistas que han estado influidos por el fauvismo, en su misma época de surgimiento, desarrollo, apogeo y agotamiento.Y no han estado en el grupo principal ni en las agrupaciones anteriores. Así ellos después de su paso por el fauvismo siguen su propio camino plástico hacia otros movimientos o propósitos personales en el arte. Por ejemplo el artista japonés Yoshio Aoyama que conoció a Matisse, en su estadía en París, específicamente en Niza.[cita requerida] La artista francesa Émilie Charmy que trabajó estrechamente con Henry Matisse.[cita requerida]
En el siglo de las vanguardias, como lo fue el siglo XX, surgieron numerosos "ismos", movimientos artísticos que surgieron producto de las influencias de unos con otros,[cita requerida]
- El Expresionismo